# Tatchanka (monument)
Le monument à la Tatchanka ou Tatchanka-Rostovtchanka (en russe : Тачанка-Ростовчанка, lit. la tatchanka de Rostov) est une monument érigé en 1977 à Rostov-sur-le-Don l’occasion du 60e anniversaire de la révolution russe à la gloire de la première armée de cavalerie de l'armée rouge lors de la guerre civile russe.

## Description
Le monument, creux, est réalisé en gypse. La composition sur le socle est recouverte de feuilles de cuivre. Le monument est situé à l’entrée sud de la ville.
Le monument, haut de 15 m, est l’œuvre d’un groupe de sculpteurs (V. D. Batiaï, B. K. Lapko, A. Ia. Kossolapov) dirigés par A. A. Sknarine et l’architecte P. A. Ibalakov.
L’inscription sur le socle proclame : « 1918. Dédié à la légendaire 1re armée de cavalerie. Monument érigé l’année du 60e anniversaire de la grande révolution socialiste d’octobre».

## Histoire
À l’emplacement du monument, sur la rive gauche du Don, se déroulèrent en janvier 1920 des combats entre la 1re armée de cavalerie de Semion Boudienny et les armées blanches en retraite du général Anton Dénikine.
En 2009 le monument est restauré.